# Puebla de Yeltes
Puebla de Yeltes é um município da Espanha na província de Salamanca, comunidade autónoma de Castela e Leão, de área 37,33 km² com população de 149 habitantes (2018) e densidade populacional de 5,91 hab/km².

## Demografia
| Variação demográfica do município entre 1991 e 2004 | Variação demográfica do município entre 1991 e 2004 | Variação demográfica do município entre 1991 e 2004 | Variação demográfica do município entre 1991 e 2004 |
| --------------------------------------------------- | --------------------------------------------------- | --------------------------------------------------- | --------------------------------------------------- |
| 1991                                                | 1996                                                | 2001                                                | 2004                                                |
| 289                                                 | 269                                                 | 229                                                 | 221                                                 |